# Campoverde
Campoverde es una localidad peruana ubicada en la región Ucayali, provincia de Coronel Portillo, distrito de Campoverde. Es asimismo capital del distrito de Campoverde. Se encuentra a una altitud de 193 m s. n. m. Tenía una población de 3298 habitantes en 1993. La actividad económica de la localidad está ligada a la agricultura como el cultivo de yuca, cacao, ají, caña de azúcar y pimienta.

## Clima
| Parámetros climáticos promedio de Campoverde | Parámetros climáticos promedio de Campoverde | Parámetros climáticos promedio de Campoverde | Parámetros climáticos promedio de Campoverde | Parámetros climáticos promedio de Campoverde | Parámetros climáticos promedio de Campoverde | Parámetros climáticos promedio de Campoverde | Parámetros climáticos promedio de Campoverde | Parámetros climáticos promedio de Campoverde | Parámetros climáticos promedio de Campoverde | Parámetros climáticos promedio de Campoverde | Parámetros climáticos promedio de Campoverde | Parámetros climáticos promedio de Campoverde | Parámetros climáticos promedio de Campoverde |
| Mes                                          | Ene.                                         | Feb.                                         | Mar.                                         | Abr.                                         | May.                                         | Jun.                                         | Jul.                                         | Ago.                                         | Sep.                                         | Oct.                                         | Nov.                                         | Dic.                                         | Anual                                        |
| -------------------------------------------- | -------------------------------------------- | -------------------------------------------- | -------------------------------------------- | -------------------------------------------- | -------------------------------------------- | -------------------------------------------- | -------------------------------------------- | -------------------------------------------- | -------------------------------------------- | -------------------------------------------- | -------------------------------------------- | -------------------------------------------- | -------------------------------------------- |
| Temp. máx. media (°C)                        | 32                                           | 31                                           | 31                                           | 32                                           | 32                                           | 30.5                                         | 31                                           | 32                                           | 33                                           | 32                                           | 32                                           | 32                                           | 31.7                                         |
| Temp. media (°C)                             | 26.7                                         | 26.3                                         | 26.3                                         | 26.2                                         | 25.8                                         | 25.4                                         | 25.2                                         | 26.1                                         | 26.9                                         | 26.9                                         | 26.5                                         | 26.9                                         | 26.3                                         |
| Temp. mín. media (°C)                        | 22                                           | 22                                           | 22                                           | 22                                           | 22                                           | 20                                           | 19                                           | 20                                           | 21                                           | 22                                           | 22                                           | 22                                           | 21.3                                         |
| Fuente: climate-data.org                     |                                              |                                              |                                              |                                              |                                              |                                              |                                              |                                              |                                              |                                              |                                              |                                              |                                              |